# Egyptiske væbnede styrker
De egyptiske væbnede styrker er de militære styrker i Egypten. De egyptiske væbnede styrker er den største i Afrika og Mellemøsten. Det blev oprettet i 1922, består af den egyptiske hær, egyptiske flåde, egyptiske luftvåben og egyptiske Air Defense Forces.
Ifølge den egyptiske forfatning, er den egyptiske væbnede styrker ledet af General-kommandoen eller ved Det Højeste Råd dannet i nødsituationer og ledes af formanden, der har titlen af den øverste leder af de egyptiske væbnede styrker, og består af 21 militære officerer, der repræsenterer de forskellige hære og afdelinger af de væbnede styrker.
| Militær | Spire Denne artikel om militær er en spire som bør udbygges. Du er velkommen til at hjælpe Wikipedia ved at udvide den. |